# Вербах
Вербах (њем. Werbach) општина је у њемачкој савезној држави Баден-Виртемберг. Једно је од 18 општинских средишта округа Маин-Таубер-Крајс. Према процјени из 2010. у општини је живјело 3.506 становника. Посједује регионалну шифру (AGS) 8128128.

## Географски и демографски подаци
Вербах се налази у савезној држави Баден-Виртемберг у округу Маин-Таубер-Крајс. Општина се налази на надморској висини од 187 метара. Површина општине износи 43,2 km². У самом мјесту је, према процјени из 2010. године, живјело 3.506 становника. Просјечна густина становништва износи 81 становника/km².

## Међународна сарадња
| Мјесто | Држава     | Врста сарадње | Од    |
| ------ | ---------- | ------------- | ----- |
| Ресен  | Македонија | контакт       | 1986. |
|        | Француска  | контакт       | 1986. |
| Извор  |            |               |       |